# Oliver Hardy
Oliver Hardy * 18. januar 1892 i Harlem, Georgia som Norvell Hardy, † 7. august 1957 i Hollywood, Californien) var en amerikansk skuespiller, komiker, og stumfilmregissør.  Han var mest berømt for sin rolle som Gokke i komikerparret Gøg og Gokke sammen med sin ven Stan Laurel. Sammen (fra 1921 til 1951) medvirkede komikerparret i 106 film. Før den egentlige begyndelse af deres partnerskab i 1927 havde Hardy medvirket i ca. 270 stumfilm, af dem er kun 100 bevaret.

## Tidlige liv og uddannelse
Oliver Hardy blev født Norvell Hardy i Harlem, Georgia. Hans far, Oliver, var en sydstatsveteran, der blev såret i Slaget ved Antietam den 17. september 1862. Efter sin demobilisering som rekrutteringsofficer for K-kompagniet, 16. Georgia Regiment, hjalp den ældre Oliver Hardy sin far med resterne af familiens bomuldsplantage. Han købte en andel i en detailforretning og blev valgt som fuldtids skatteopkræver i Columbia County, Georgia. Norvell's mor, Emily Norvell, var datter af Thomas Benjamin Norvell og Mary Freeman, som nedstammede fra kaptajn Hugh Norvell fra Williamsburg, Virginia, der var ankommet til Virginia før 1635. Hardy og Norvell blev gift den 12. marts 1890. Det var det andet ægteskab for enken Emily og det tredje for Oliver. Han var på faderens side af engelsk/amerikansk afstamning og på moderens skotsk/amerikansk.
Familien flyttede til Madison i 1891 før Norvells fødsel. Emily Hardy ejede et hus i Harlem, som var enten tomt eller lejet ud til forpagtere. Norvell blev sandsynligvis født i Harlem, men nogle kilder siger, hans fødsel fandt sted i Covington, hans mors hjemby. Hans far døde mindre end et år efter hans fødsel. Hardy var den yngste af fem børn. Hans ældre bror Sam Hardy døde i en drukneulykke i Oconee floden. Hardy trak sin bror op af floden, men var ude af stand til at genoplive ham. Som barn var Hardy til tider vanskelig. Han blev sendt til Georgia Military College i Milledgeville som ung. I skoleåret 1905/1906, da han var 13, blev Hardy sendt til Young Harris College i det nordlige Georgia.
Hardy havde liden interesse for formel uddannelse, selv om han tidligt interessede sig for musik og teater, muligvis inspireret af moderens lejere. Han sluttede sig til en teatergruppe og løb senere væk fra en kostskole nær Atlanta for at synge med gruppen. Hans mor anerkendte hans talent for sang og sendte ham til Atlanta for at studere musik og sang hos sanglærer Adolf Dahm-Petersen. Hardy begyndte at synge i Alcazar Theatre, en biograf, for 3,50 $ om ugen. Han besluttede derefter at tage tilbage til Milledgeville.
Han tog først navnet Oliver i 1914. Han gjorde dette som en hyldest til sin far, som døde da Hardy var spæd.
Hardy blev frimurer i Solomon Lodge No. 20 i Jacksonville, Florida. Hans medlemskab er nævnt i et tv-interview i et afsnit af This Is Your Life i 1954. Hardys mor ville have ham til at gå på University of Georgia i efteråret 1912 for at studere jura, men der er ingen beviser for, at han gjorde det.

## Karriere

### Tidlig karriere
Da en biograf åbnede i Hardys hjemby Milledgeville i 1910, blev han filmoperatør, billetkonduktør, pedel og direktør. Han blev hurtigt besat af den nye filmindustri og var overbevist om, at han kunne gøre et bedre job end de skuespillere, han så. En ven foreslog, at han flyttede til Jacksonville, Florida, hvor nogle film blev lavet. Han flyttede til Jacksonville og arbejdede på en kabaret og som vaudevillesanger om aftenen og i stumfilmselskabet  Lubin Manufacturing Company om dagen. Det var på dette tidspunkt, at han mødte pianisten Madelyn Saloshin, som han blev gift med.
Det næste år fik han sin første filmrolle i outwitting Dad (1914) hos Lubin studiet, hvor han blev optegnet som O. N. Hardy. Selv blev han kendt som "Babe" Hardy et kaldenavn, han fik af en italiensk barber, der anvendte talkum til Olivers kinder og sagde, "Nice-a-bab-å." I mange af hans senere film på Lubin blev han nævnt som "Babe Hardy." Hardy var en høj mand på 1,85 m og vejede 136 kg.
I 1915 havde Hardy lavet 50 kortfilm på Lubin. Han flyttede senere til New York og lavede film for Pathé, Casino og Edison Studios. Efter sin hjemkomst til Jacksonville lavede han film for Vim Comedy Company. Hardy opdagede, at ejerne stjal af lønningerne, og studiet blev lukket. Han arbejdede for King Bee studie, hvor han arbejdede med Bill Ruge, Billy West (en Charlie Chaplin imitator) samt den kvindelige komiker Ethel Burton Palmer i denne periode.
I 1917 flyttede Oliver Hardy til Los Angeles og arbejdede freelance for flere Hollywood-studier. Senere samme år dukkede han op i filmen The Lucky Dog, produceret af Broncho Billy Anderson, og hovedrollen havde en britisk komiker ved navn Stan Laurel . De arbejdede først sammen igen langt senere.
Mellem 1918 og 1923 lavede Hardy mere end 40 film til Vitagraph, hvor han for det meste spillede "svær mand" for Larry Semon. I 1919 blev han separeret fra sin kone, og det endte med en skilsmisse i 1920, angiveligt på grund af Hardys utroskab. Året efter den 24. november 1921 blev Hardy gift igen med skuespillerinde Myrtle Reeves. Dette ægteskab var også utilfredsstillende. Det siges, at Reeves var blevet alkoholiker.´
I 1924 begyndte Hardy at arbejde på Hal Roach Studios, hvor han arbejdede med filmene Our Gang og Charley Chase. I 1925 medvirkede han som Tin Man i Troldmanden fra Oz. Og samme år i filmen ja, ja, Nanette ! med James Finlayson i hovedrollen og instrueret af Stan Laurel. (I de senere år havde Finlayson ofte en birolle i filmserien Laurel og Hardy.) Han fortsatte også med at spille biroller i film med Clyde Cooke og Bobby Ray.
I 1926 skulle Hardy medvirke i Get 'em Young men blev uventet indlagt, efter at han blev forbrændt af en varm lammekølle. Laurel, som havde arbejdet som manuskriptforfatter og instruktør, blev ansat til at udfylde rollen. Laurel fortsatte med at medvirke, og senere samme år dukkede de op sammen i 45 Minutes from Hollywood, selv om de ikke delte scener med hinanden.

### Sammen med Stan Laurel
I 1927 begyndte Laurel og Hardy at spille sammen i Slipping Wives, Duck Soup (Ingen reletion til Max Brothers' film med samme navn fra 1933) og  With Love and Hisses. Roach Studios instruktør Leo McCarey indså efter publikums reaktion, at de kunne arbejde godt sammen og startede serien med Laurel og Hardy senere samme år. Med denne parring skabte han det måske mest berømte makkerpar i filmens historie. De begyndte at producere en masse film, herunder The Battle of the Century (1927) (med en af de største lagkagekampe, der nogensinde er filmet), Should Married Men Go Home? (1928), Two Tars (1928), Unaccustomed As We Are (1929, markeringen af deres overgang til Tonefilm), Berth Marks (1929), Blotto (1930), Brats (1930) (med Stan og Ollie, der portrætterer sig selv som deres egne "sønner" ved hjælp af overdimensionerede møbelsæt til "unge" Gøg og Gokke); Another Fine Mess (1930), Be Big! (1931), og mange andre.
I 1929 optrådte de i deres første spillefilm, i revysekvenser fra Hollywood Revyen i 1929, og året efter optrådte de i en overdådig farvefilm (i technicolor) med titlen The Rogue Song. Denne film markerede deres første optræden i farver. I 1931 medvirkede de i deres første fuld-længde film, Pardon Us; de fortsatte med at lave kortfilm indtil 1935. The Music Box vandt en Oscar for bedste kortfilm.
I 1936 blev Hardy og Myrtle Reeves skilt. I 1939, mens man ventede på, at kontraktforholdet mellem Laurel og Hal Roach blev løst, lavede Hardy Zenobia med Harry Langdon. Til sidst blev der dog lavet nye kontrakter, og holdet blev lånt ud til producent Boris Morros på General Service Studios til at lave The Flying Deuces (1939). Under produktionen blev Hardy forelsket i Virginia Lucille Jones, en script girl, som han giftede sig med året efter. De nød et lykkeligt ægteskab til hans død.
I 1939 lavede Laurel og Hardy A Chump at Oxford (1940) og  Saps at Sea (1940), inden de forlod Roach Studios. De begyndte at optræde for USO til støtte for de allierede tropper under 2. verdenskrig. De gik sammen om at lave film for 20th Century Fox og senere MGM. Selv om de tjente flere penge hos de større studier, havde de meget lidt kunstnerisk kontrol; kritikere siger, at disse film manglede kvalitet.
I 1949 bad Hardys ven, John Wayne, ham om at spille en rolle i Fighting Kentuckian. . Hardy havde tidligere arbejdet sammen med Wayne og John Ford med en velgørende produktion af What Price Glory?. Laurel havde begyndt behandling for sin sukkersyge et par år tidligere. Selv om Hardy var tøvende i første omgang, gik han med.
I løbet af 1950-1951 lavede Laurel og Hardy deres sidste film, Atoll K (også kendt som Utopia), som var et simpelt koncept. Laurel arver en ø, og drengene tager ud på havet, hvor de kommer ud for en storm og opdager en helt ny ø, rig på uran, hvilket gør dem velhavende. Imidlertid blev filmen produceret af et konsortium af europæiske interesser med en international besætning, der ikke kunne tale med hinanden. Desuden skulle manuskriptet omskrives af Laurel, så det passede til komedieparrets stil, og begge led af alvorlig fysisk sygdom under indspilningen.
I 1955 havde parret indgået aftale med Hal Roach, Jr. om at producere en række tv-programmer baseret på Mother Goose fabler. som skulle filmes i farver for NBC. Men Laurel fik et slagtilfælde, der krævede en langvarig rekonvalescens. Hardy fik et hjerteanfald og et slagtilfælde senere samme år og kom sig aldrig.

## Død
I maj 1954 fik Hardy et mildt hjerteanfald, hvorefter han begyndte at passe på sit helbred for første gang i sit liv. Han tabte mere end 150 pund på få måneder, som fuldstændig ændrede hans udseende. Breve skrevet af Laurel fortæller, at han havde kræft. Nogle har ment, det var den virkelige årsag til Hardys hurtige vægttab. Begge mænd var storrygere. Hal Roach sagde, at de var et par "godstogsskorstene".
Hardy fik et større slagtilfælde den 14. september 1956, som efterlod ham sengeliggende og ude af stand til at tale i flere måneder. Han blev hjemme i pleje hos sin elskede Lucille. Han fik yderligere to slagtilfælde i begyndelsen af august 1957, hvorefter han gik i koma, som han aldrig kom ud af. Oliver Hardy døde af en blodprop i hjernen den 7. august 1957 i en alder af 65. Hans urne findes i the Masonic Garden of Valhalla Memorial Park Cemetery i North Hollywood.

## Arven
- Hardy´s stjerne på The Hollywood Walk of Fame er placeret på 1500 Vine Street, Hollywood, Californien.
- Der er et lille Laurel og Hardy-museum i Hardys hjemby Harlem i Georgia, som åbnede den 15. juli 2000. Hvert år på den første lørdag i oktober bliver Oliver Hardy fejret og husket med en Oliver Hardy Festival i byen.